# Philip Guston
Philip Guston, rodným jménem Phillip Goldstein (27. června 1913, Montréal, Québec, Kanada – 7. června 1980, Woodstock, New York, USA) byl americký malíř, představitel abstraktního expresionismu.

## Život
Narodil se roku 1913 do židovské rodiny v Montréal, kam se rodiče přestěhovali z ukrajinské Oděsy. Jako dítě se s rodiči přestěhoval do Los Angeles. Jako dítě našel svého otce oběšeného ve stodole. Malířství se začal věnovat ve svých čtrnácti letech. Později jej studoval na střední umělecké škole v Los Angeles, kde byl jeho spolužákem Jackson Pollock. Vedle výtvarného umění se zajímal také o filosofii, náboženství a mystickou literaturu. Později získal roční stipendium na uměleckém institutu Harrisona Graye Otise. Roku 1936, po dokončení studií, se usadil v New Yorku a v letech 1945 až 1947 pracoval jako učitel na Washington University v St. Louis. Zemřel roku 1980 ve Woodstocku ve věku 66 let; příčinou úmrtí byl infarkt myokardu. Jeho manželkou byla básnířka a malířka Musa McKim.